# Хименес, Пабло
Пабло Хуниор Хименес (исп. Pablo Júnior Giménez; род. 29 июня 1981, Хуан-де-Мена, Парагвай) — парагвайский футболист, выступавший на позиции нападающего. Известен по выступлениям за «Гуарани» и сборную Парагвая. Участник Олимпийских игр в Афинах.

## Клубная карьера
Хименес начал профессиональную карьеру в столичном «Гуарани». В 2001 году он дебютировал за команду в парагвайской Примере. В составе «Гуарани» Пабло стал одним из лучших бомбардиров чемпионата, забив 35 мячей за три сезона. В 2005 году он покинул клуб и непродолжительное время выступал за бразильский «Атлетико Минейро» и аргентинский «Кильмес». В 2006 году Хименес вернулся на родину и два сезона выступал за «Серро Портеньо». В 2008 году он перешёл в болгарский «Черноморец», но сыграв всего один матч, отправился в мексиканский «Керетаро». 14 февраля 2009 года в матче против дублёров «Атланте» Пабло дебютировал в Лиге Ассенсо. 22 марта в поединке против «Ирапуато» Хименес сделал «дубль», забив свои первые голы за «Керетаро».
В 2010 году Пабло вернулся в «Гуарани», но по окончании сезона покинул команду и подписал контракт с колумбийским «Депортес Толима». 6 февраля 2011 года в матче против «Санта-Фе» он дебютировал в Кубке Мустанга. Сыграв 13 матчей и не забив ни одного гола, Хименес покинул команду.
Летом того же года Пабло стал футболистом «Спортиво Лукеньо». 11 сентября в матче против столичной «Олимпии» он дебютировал за новый клуб. 20 ноября в поединке против «Такуари» Хименес забил свой первый гол за «Спортиво Лукеньо». В 2012 году Пабло завершил карьеру.

## Международная карьера
14 ноября 2001 года в отборочном матче чемпионата мира 2002 против сборной Колумбии Хименес дебютировал за сборную Парагвая.
В 2004 году Пабло завоевал серебряные медали Олимпийских игр в Афинах. На турнире он сыграл в матчах против сборных Японии, Ганы, Италии, Южной Кореи и Аргентины. В поединке против японцев Хименес забил гол.

### Голы за сборную Парагвая (до 23)
| #  | Дата            | Место                          | Противник | Счёт | Результат | Соревнование          |
| -- | --------------- | ------------------------------ | --------- | ---- | --------- | --------------------- |
| 1. | 12 августа 2004 | Кафтанзоглио, Салоники, Греция | Япония    | 1:0  | 3:2       | Олимпийские игры 2004 |

## Достижения
Международные
 Парагвай (до 23)
- Олимпийские игры — 2004